# United Wa State Army
L'Armée unie de l'État de Wa, parfois appelée United Wa State Army (Parauk : Kru' Naing' Rob Rom' Hak Tiex Praog, chinois simplifié : 佤邦联合军 ; chinois traditionnel : 佤邦聯合軍 ; pinyin : Wǎbāng Liánhéjūn ; birman : ဝပြည် သွေးစည်းညီညွတ်ရေး တပ်မတော်, IPA : [wa̰ pjì θwésí ɲìɲʊʔjé taʔmədɔ̀]), abrégé en AUEW, UWSA ou UWS Army, est la branche militaire du Parti Uni de l'Etat de Wa (PUEW), le parti au pouvoir de facto de l'État Wa au Myanmar. Il s'agit d'une armée de minorités ethniques bien équipée, composée d'environ 20 000-30 000 soldats Wa et dirigée par Bao Youxiang. L'UWSA a été créée après l'effondrement de la branche armée du Parti communiste birman (PCB) en 1989.
Le 1er janvier 2009, l'UWSA a proclamé son territoire « Région administrative spéciale du gouvernement de l'État Wa ». Le président de facto est Bao Youxiang et le vice-président Xiao Minliang. Bien que le gouvernement du Myanmar ne reconnaisse pas officiellement la souveraineté de l'État Wa, les Tatmadaw (forces armées du Myanmar) se sont souvent alliées à l'UWSA pour lutter contre les milices nationalistes shan, telles que l'Armée de l'État Shan (AES).
Bien qu'il soit de facto indépendant du Myanmar, l'État Wa reconnaît officiellement la souveraineté du Myanmar sur l'ensemble de son territoire. En 1989, les deux parties ont signé un accord de cessez-le-feu et, en 2013, un accord de paix. En tant que plus grand groupe armé non étatique du Myanmar, l'UWSA dirige effectivement le Comité consultatif et de négociation politique fédéral (FPNCC) depuis 2017, représentant presque tous les groupes armés signataires d'un accord de cessez-le-feu antérieur à 2021. En ne recherchant pas l'indépendance ou la sécession, l'UWSA se distingue de la plupart des organisations armées ethniques du Myanmar.

## Histoire
Le 17 avril 1989, des soldats de l'ethnie Wa, parmi d'autres groupes, se sont séparés du Parti communiste de Birmanie (PCB) et ont mis fin à la longue insurrection communiste dans le pays. Le 9 mai 1989, le gouvernement birman a signé un accord de cessez-le-feu avec l'UWSA, mettant officiellement fin au conflit. Le Parti uni de l'État Wa est né de la fusion du Parti national unifié de Birmanie et du Conseil national Wa non communiste en novembre 1989, à la suite de la mutinerie du PCB au printemps de 1989.
L'UWSA est soutenu par la Chine, qui lui accorde plus de soutien qu'au gouvernement du Myanmar.
Jusqu'en 1996, l'United Wa State Army a été impliquée dans un conflit contre la Shan Mong Tai Army, dirigée par le baron de la drogue Khun Sa, ce qui correspondait aux objectifs de la Tatmadaw dans la région. Au cours de ce conflit, l'armée Wa a occupé des zones proches de la frontière thaïlandaise et a fini par contrôler deux bandes de territoire distinctes au nord et au sud de Kengtung. L'UWSA est l'un des 17 groupes armés ayant cessé le feu qui ont participé à la longue convention nationale orchestrée par l'armée du Myanmar. Dans les années 1990, l'association des femmes Wa a créé un orphelinat à Pangkham pour les enfants dont les parents ont été tués lors des combats entre l'UWSA et les forces Shan.
En août 2009, l'Armée unie de l'État Wa a été impliquée dans l'incident de Kokang, un violent conflit avec les Forces armées du Myanmar (Tatmadaw) de la junte militaire. Il s'agit de la plus grande flambée de combats entre les armées ethniques et les troupes gouvernementales depuis la signature du cessez-le-feu 20 ans plus tôt. Le Myanmar a signé un accord de paix avec l'UWSA en 2013 dans la perspective de l'accord de cessez-le-feu national (NCA), mais l'UWSA n'a pas signé le NCA en 2015.
En avril 2017, la Chine a aidé l'UWSA à établir une alliance de sept membres appelée Comité consultatif et de négociation politique fédéral (CCNP), après la disparition d'une autre alliance, l'Armée de l'Alliance nationale démocratique de Birmanie, dans le sillage du NCA. Aujourd'hui, l'UWSA entretient des liens étroits avec les partenaires du CCNP, tels que l'Armée de l'alliance nationale démocratique de Birmanie (AANDB), l'Armée Ta'ang et l'Armée Arakan. L'AANDB est un groupe dissident du PCB de Kokang et l'armée Ta'ang et l'armée Arakan ont combattu aux côtés de la AANDB à Kokang en 2015. Ces trois groupes, entre autres, reçoivent des armes chinoises de l'UWSA sous forme de cadeaux ou d'achats.
L'Armée unie de l'État wa collabore également avec le Front uni de libération de l'Assam, un groupe de résistance de l'Assam qui lance des attaques en Inde à partir de bases mobiles au Myanmar. En novembre 2023, l'UWSA promet d'utiliser la force contre les incursions armées des deux camps dans la guerre civile du Myanmar après que l'État wa a été déclaré zone neutre.
Les tensions entre l'UWSA et la Thaïlande augmentent en novembre 2024 en raison d'un empiètement présumé sur le territoire frontalier thaïlandais.

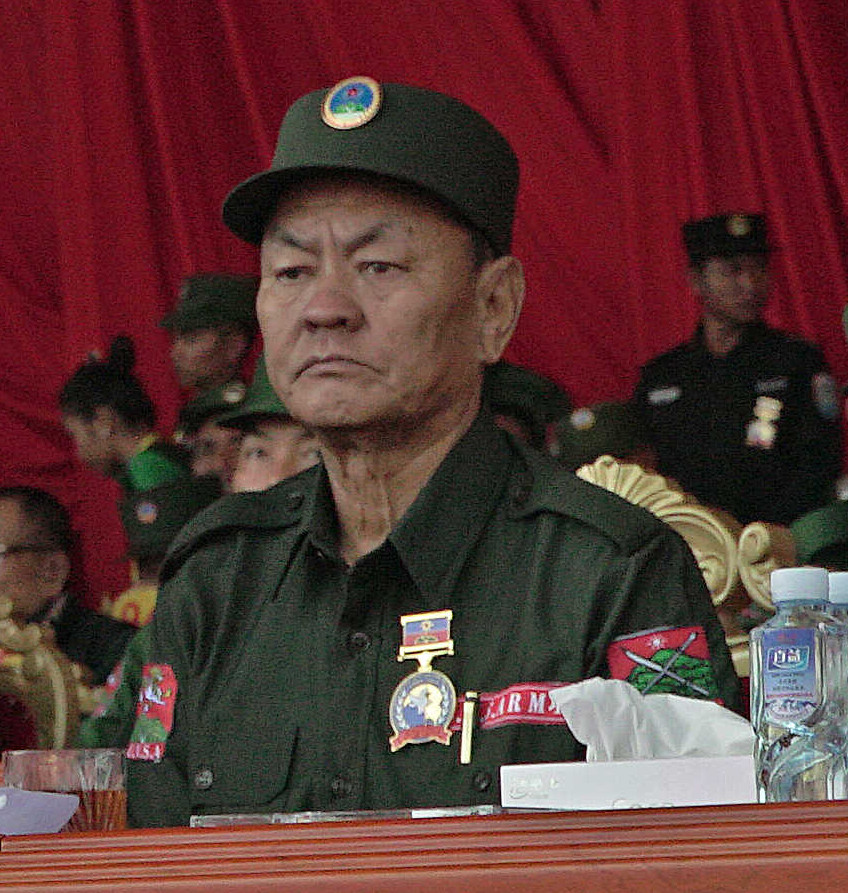
Bao Youxiang

## Commandement
Le Parti national uni de Birmanie Burma (PNUB) et, plus tard, l'United Wa State Army (UWSA) ont été fondés et dirigés par Chao Ngi Lai, également orthographié Zhao Nyi-lai. Après son accident vasculaire cérébral en 1995, Bao Youxiang, le commandant militaire de l'UWSA, a pris la relève, tandis que Chao est resté secrétaire général du United Wa State Party (UWSP) jusqu'à sa mort à l'âge de 70 ans en 2009. Ai Xiaoxue, en tant que fondateur du conseil national Wa (CSW), a également joué un rôle important dans la fusion de l'UWSA avec le PNUB. Il a formé le CSW avec Maha Hsang Wiang Ngeun, son beau-frère, en 1984. Son groupe a constitué le noyau de la 171e région militaire de l'UWSA, près de la frontière thaïlandaise. Il est décédé à l'âge de 78 ans à Mandalay le 29 octobre 2011. Aujourd'hui, Bao Youxiang reste le commandant en chef et dirige l'UWSA avec ses frères Bao Youyi et Bao Youliang. Youyi, devenu secrétaire général adjoint de l'UWSP en 2005 et occupe une position importante dans l'armée. Youliang dirige le quartier général des collines Wa du nord à Möng Mao.
Le premier commandant en chef adjoint était Li Ziru, un ancien volontaire de la Garde rouge d'origine chinoise. Il est resté au sein du PCB pendant les années 1970, lorsque de nombreux membres chinois du PCB sont rentrés en Chine, et a finalement rejoint l'UWSA, où il est resté jusqu'à sa mort en 2005. Il est plausible que Li et d'autres Chinois ethniques soient restés dans les groupes dissidents du PCB parce que la Chine voulait maintenir son influence même après la mutinerie de 1989. Le commandant en chef adjoint du groupe est aujourd'hui Zhao Zhongdang. En 2022, en raison de l'âge avancé de Bao Youxiang et de Zhao, le neveu de Bao Youxiang, Bao Ai Chan, a été promu commandant en chef adjoint aux côtés de Zhao, qui conserve son poste. Le remaniement de 2022 ne modifiera pas en profondeur l'administration et la direction de l'UWSA, mais il constitue une leçon tirée des crises de direction du PCB en 1989.
Le rôle de porte-parole des affaires étrangères joué par Li Ziru a été repris par Zhao Guoan, un autre vétéran d'origine chinoise. Il a participé à la Conférence de l'Union pour la paix, les pourparlers de paix de Panglong en 2017 et 2018. Bien qu'il soit originaire du Yunnan, il était le seul délégué à parler couramment le birman parmi les armées ethniques.
En octobre 2023, le commandant en chef adjoint Bao Ai Chan a été arrêté alors qu'il se trouvait en Chine, dans le cadre d'une série d'arrestations et d'extraditions concernant plus de 1 000 citoyens chinois impliqués dans des cyber-escroqueries en lien avec l'État Wa. L'UWSA aurait nommé un successeur mais ne commente pas l'arrestation.

## Financement et opérations illégales
L'accord de cessez-le-feu a permis à l'Armée unie de l'État Wa d'étendre librement ses opérations logistiques avec l'armée birmane, y compris le trafic de drogue vers la Thaïlande et le Laos voisins. Les Wa ont utilisé les revenus générés par la vente de drogue pour financer des objectifs politiques et économiques, tels que l'achat d'armes et d'hôpitaux.

### Business illicite
Utilisant des concessions commerciales accordées grâce à des relations favorables avec le général Khin Nyut, l'UWSA a exploité des entreprises illicites dans les années 1990 par l'intermédiaire d'hommes d'affaires et d'entreprises affiliés.

### Exploitation des ressources
Des entreprises chinoises ayant des liens étroits avec l'UWSA mènent des opérations minières non réglementées sur le territoire contrôlé par l'UWSA, ce qui a entraîné une importante pollution toxique dans les rivières thaïlandaises, y compris les affluents du Mékong, représentant le « plus grand cas de pollution transfrontalière jamais enregistré en Thaïlande ». Les analyses d'eau effectuées à Chiang Mai et Chiang Rai ont révélé des niveaux d'arsenic cinq fois supérieurs aux normes internationales en matière d'eau potable.

### Autres activités
Wei Hsueh-kang a fondé le groupe Hong Pang en 1998 avec les revenus du trafic de drogue après avoir profité des privilèges offerts par Khin Nyunt dans le cadre de l'accord de cessez-le-feu. Sa position dans l'économie du pays, et pas seulement dans l'État wa, se reflète dans la multitude d'entreprises qu'il possède et contrôle dans les secteurs de la construction, de l'agriculture, des pierres précieuses et des minéraux, du pétrole, de l'électronique et des communications, des distilleries et des grands magasins. Le groupe Hong Pang est basé à Pangkham et possède également des bureaux à Yangon, Mandalay, Lashio, Tachilek et Mawlamyine, ainsi que des bases mineures à Sankang et Khailong. L'UWSA a également possédé sa propre banque dans le passé.
Ho Chun Ting (également connu sous les noms de Aik Haw et Hsiao Haw), le gendre de Bao Youxiang, est le principal propriétaire et directeur général de Yangon Airways et le président de Tetkham Co Ltd qui gère une chaîne d'hôtels. Proche de Khin Nyunt et de plusieurs autres généraux de la junte, il a également été impliqué dans des ventes aux enchères de pierres précieuses et dans plusieurs grands projets de construction avec le Conseil de développement de la ville de Yangon. Il se serait réfugié à Pangkham après l'arrestation de ses associés connus pour un délit lié à la drogue en janvier 2009. Aik Haw a été inclus dans la liste des ressortissants spécialement désignés et des personnes bloquées publiée par le Bureau du contrôle des avoirs étrangers du Trésor américain le 25 novembre 2008.
Bien qu'elle ait publiquement déclaré sa neutralité, l'UWSA fournirait des armes (à l'exception des MANPADS) à des groupes hostiles à la junte tels que l'Alliance des trois fraternités.

### Trafic de drogue
L'UWSA cultivait de vastes étendues de terre pour le pavot à opium, qui était ensuite transformé en héroïne. Le trafic de méthamphétamines est très important, l'argent de l'opium étant principalement utilisé pour l'achat d'armes. Dans le même temps, alors que la culture du pavot à opium au Myanmar a diminué d'année en année depuis 2015, la superficie cultivée a augmenté de 33 %, totalisant 40 100 hectares, et le potentiel de rendement a augmenté de 88 % pour atteindre 790 tonnes métriques en 2022, selon les dernières données de l'Office des Nations Unies contre la drogue et le crime (ONUDC).

## Relation avec la Chine
L'UWSA bénéficie de liens politiques et militaires de longue date avec la Chine et entretient des relations étroites avec les agences de sécurité chinoises. Plus important encore, cela permet à la Chine d'exercer une influence sur la Birmanie et de faire avancer d'autres dossiers tels que les oléoducs sino-myanmariens. Le délégué officiel de Pékin n'est qu'un des éléments de son approche diplomatique, non seulement avec le gouvernement central, mais aussi avec les différentes armées ethniques le long de la frontière entre la Chine et le Myanmar. L'implication de la Chine dans le processus de paix de l'UWSA vise à créer la stabilité pour ses multiples investissements dans les infrastructures et à protéger son commerce de ressources naturelles de l'autre côté de la frontière.
Le gouvernement chinois utilise d'anciennes forces du PCB comme l'UWSA comme mandataires en Birmanie, et veille à ce que les drogues qu'elles produisent ne soient pas introduites clandestinement en Chine. L'État de Wa a bénéficié d'un important tourisme chinois, transformant Mong La en un centre touristique chinois. La Chine a également aidé l'UWSA à s'imposer comme le leader de facto du Comité consultatif et de négociation politique fédéral. Les Chinois fournissent également du matériel militaire, des armes et des formations à l'UWSA.

## Forces
L'United Wa State Army (UWSA) dispose de cinq "divisions" déployées le long de la frontière entre la Thaïlande et la Birmanie :
- 778e division commandée par Ta Marn
- 772e division commandée par Ta Hsong
- 775e division commandée par Yang Guojong
- 248e division commandée par Ta Hsang
- 518e division commandée par Li Hsarm-nab

Trois autres "divisions" sont stationnées à la frontière entre la Chine et la Birmanie :
- 318e division
- 418e division
- 468e division[31]

L'Armée unie de l'État de Wa compte 30 000 hommes en service actif et une force auxiliaire de 10 000 hommes. Le salaire mensuel n'est que de 60 CNY (7,5 USD). L'UWSA a eu des affrontements avec l'armée thaïlandaise en mars-mai 2002.

### Equipement
Selon la Jane's Intelligence Review d'avril 2008, la Chine est devenue la principale source d'armes pour l'armée de l'État de Wa, supplantant les sources traditionnelles du marché noir en Asie du Sud-Est, telles que la Thaïlande et le Cambodge. Les transferts d'armes de la Chine vers l'UWSA sont dirigés depuis le plus haut niveau à Pékin.
Jane's a rapporté en 2001 que l'UWSA avait acquis des missiles surface-air (SAM) HN-5N auprès de la Chine dans le cadre de son renforcement près de la frontière thaïlandaise, où elle exploiterait 40 à 50 laboratoires de fabrication de yaa baa. En novembre 2014, Janes a également rapporté que l'UWSA avait acquis le missile surface-air FN-6 pour remplacer le HN-5N en service, ce qui a été rapidement démenti. En 2012, le soutien chinois s'est accru au point de fournir des véhicules blindés tels que le canon d'assaut 6 × 6 WZ-551 aperçu à Pangkham.
Le 29 avril 2013, Janes IHS a rapporté que plusieurs hélicoptères Mil Mi-17 armés de missiles air-air TY-90 avaient été fournis à l'UWSA par la Chine. Ces allégations ont été rejetées par la Chine, des sources militaires thaïlandaises, d'autres sources ethniques du Myanmar et l'UWSA elle-même. En 2015, IHS Jane's a rapporté que des membres de l'UWSA avaient été photographiés en train de s'entraîner avec des obusiers chinois de 122 mm de type 96 et des missiles anti-missiles anti-aériens HJ-8.
Un rapport de Jane's datant de décembre 2008 indique que l'UWSA s'est tournée vers la production d'armes pour compléter les revenus tirés du trafic d'armes et de stupéfiants, et qu'elle a lancé une chaîne de production d'armes légères AK-47.